# Galium himmelbaurianum
Galium himmelbaurianum là một loài thực vật có hoa trong họ Thiến thảo. Loài này được (Ronniger) Soó mô tả khoa học đầu tiên năm 1966.